# Анан (город)
Ана́н (яп. 阿南市 Анан-си) — город, расположенный в японской префектуре Токусима. Площадь города составляет 279,54 км², население — 74 145 человек (1 августа 2014), плотность населения — 265,24 чел./км². Город основан 1 мая 1958 года.
20 марта 2006 года посёлки Ханоура и Накагава уезда Нака были слиты с Ананом.